# 共感性羞恥
共感性羞恥（きょうかんせいしゅうち、英語：empathic embarrassment）とは、他人が恥ずかしい状況にあると、自分も同じように恥ずかしさを感じる心理状態のことである。

## 概要
一般に、羞恥心は自身が失敗するなどして他者から否定的評価を受けたときに経験する。一方、共感性羞恥は、他者の失態を目撃するだけでも経験するものである。
共感性羞恥を経験するかどうかは、その相手を共感的に見ることができるかに左右されると指摘されており、対象となる他者が自分にとって心理的距離が近い人物（家族や親しい友人）である場合に経験しやすい。また、自分自身の羞恥を感じやすい者も経験しやすい。

## 通俗的な言及
共感性羞恥は心理学の分野で研究されている現象ではあるものの、それとは無関係に通俗的な言及をされる場合もある。以下に言説の例を挙げるが、いずれも学術的な裏付けのないものである。
- 自尊心が低い者が共感性羞恥を感じやすい[5]。
- 感受性や自己イメージの強い者は共感性羞恥を経験しやすい[6]。
- 受け入れることを意識すること、自他を切り離して考えること、恥ずかしさになれることなどで克服できる[7]。